# Aeroporto di Faro

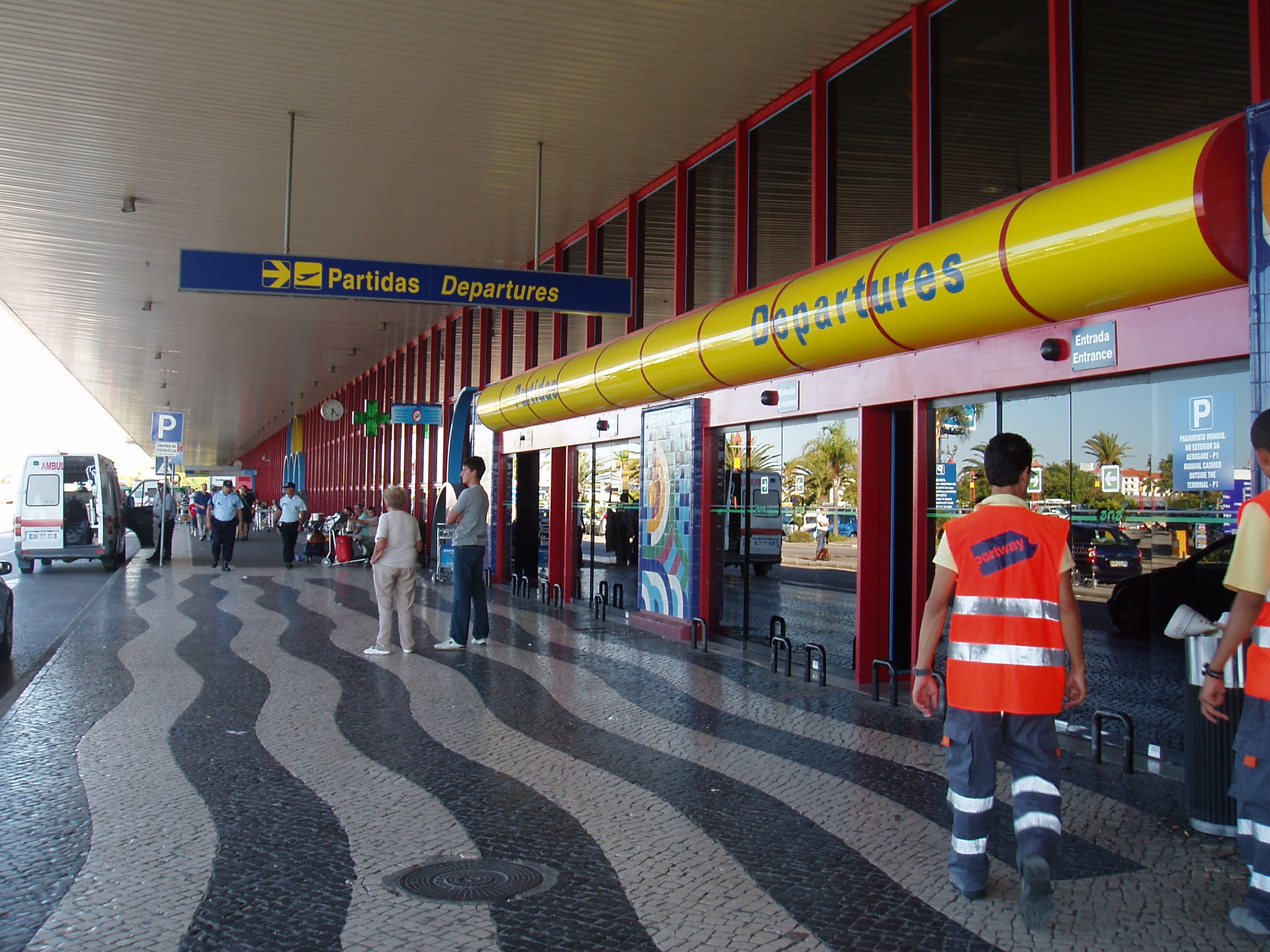
Terminal partenze all'aeroporto di Faro

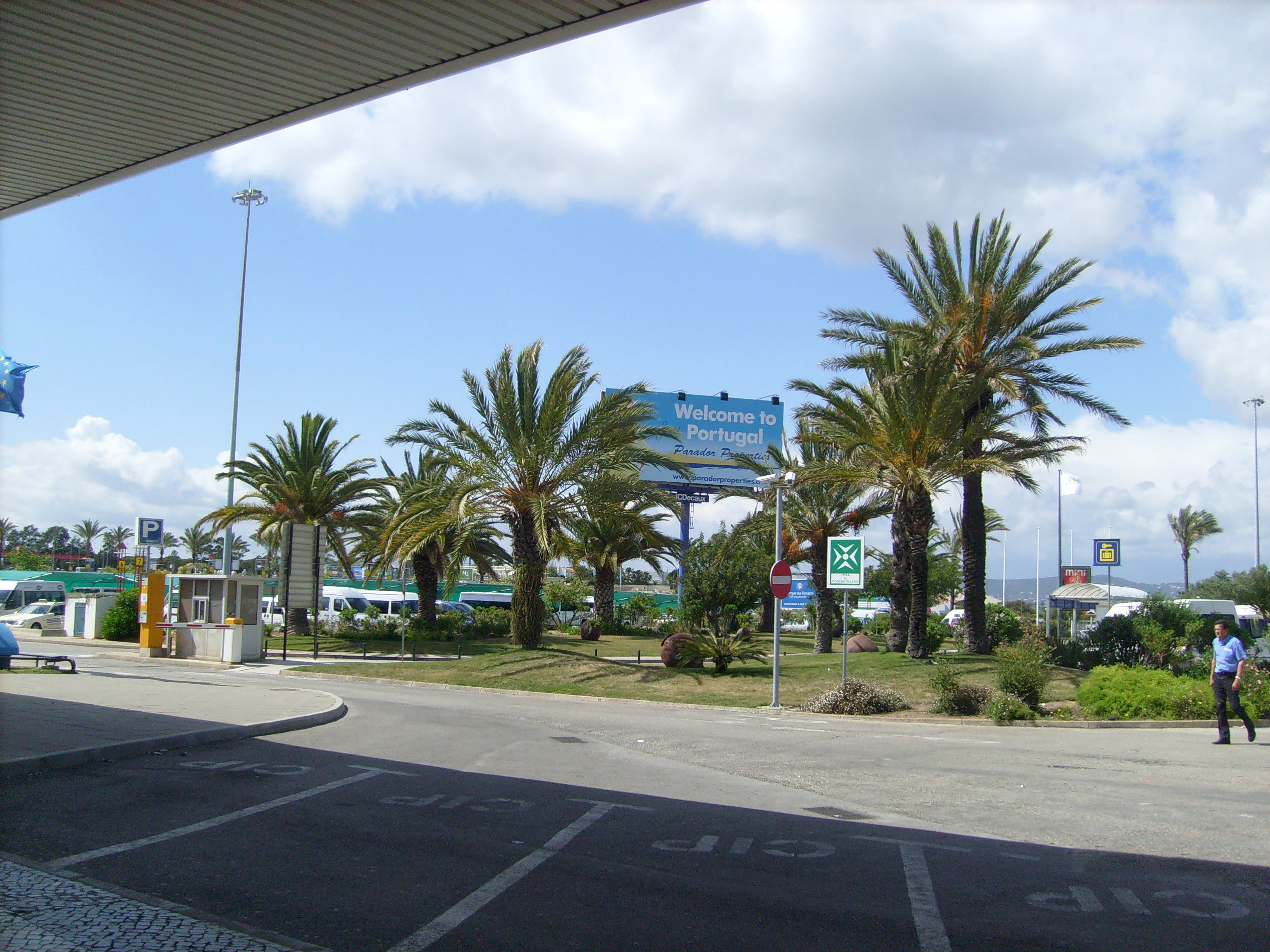
Il cortile esterno del terminal arrivi

L'Aeroporto di Faro (IATA: FAO, ICAO: LPFR) è un aeroporto portoghese situato nei pressi dell'abitato di Montenegro, a circa 7,5 km (circa 3 km in linea d'aria) a ovest della città di Faro, raggiungibile lungo la Estrada Nacional N 125 che attraversa la costa meridionale della regione Algarve. Dal settembre 2022 ha assunto la denominazione di Aeroporto Gago Coutinho in onore del geografo e aviatore portoghese.
La struttura, categorizzata ICAO CAT 4E, è dotata di una pista in asfalto lunga 2 490 m e larga 45 m, situata all'altitudine di 8 metri sul livello del mare, con orientamento dell'unica pista RWY 10/28. La frequenza radio 120.750 MHz per la torre, 118.575 MHz al suolo, circuito normale.
L'aeroporto, gestito da ANA-Aeroportos de Portugal, SA, è aperto al traffico commerciale e risulta essere il secondo aeroporto più trafficato in Portogallo dopo l'Aeroporto di Lisbona-Portela ed il sesto più grande nella penisola iberica dopo l'Aeroporto di Madrid-Barajas, l'Aeroporto Internazionale di Barcellona, l'Aeroporto di Lisbona-Portela, l'Aeroporto di Malaga e l'Aeroporto di Alicante.

## Storia
L'aeroporto venne realizzato nei primi anni sessanta per soddisfare le esigenze turistiche della zona, in quegli anni in forte espansione, come Vilamoura e le spiagge intorno Vale del Lobo. L'impianto venne inaugurato il 11 luglio 1965.
Nel febbraio 2010 le autorità aeroportuali hanno annunciato un programma di espansione della struttura aeroportuale finalizzate all'incremento della capacità del traffico aereo e dell'aggiornamento tecnologico per aumentare la sicurezza dell'impianto. Il programma, completato nel 2013, ha visto la realizzazione di nuove piazzole di sosta per gli aeromobili e nuove vie di rullaggio, un'espansione dell'area commerciale e di attesa e la ristrutturazione del terminal passeggeri. L'ampliamento ha consentito all'aeroporto di raggiungere la quota di sei milioni di passeggeri l'anno nel 2014 e di sette milioni nel 2016.

## Trasporti

### Auto
L'aeroporto è situato nelle vicinanze dell'autostrada, con entrate in direzione di Lisbona, l'Algarve e la Spagna. Per quanto riguarda i parcheggi, il Parking P0 / P1 è usato per le soste brevi mentre il P2 / P3 è un parcheggio a lungo termine.

### Autobus
I collegamenti verso la stazione centrale di Faro e il centro città sono gestiti attraverso le linee 14 e 16.

### Taxi
Il servizio taxi è pubblico ed è attivo 24/7. In genere un taxi può portare fino a 4 passeggeri ma si possono richiedere vetture speciali alla fermata.

### Autonoleggi
Le aziende che forniscono il servizio di noleggio auto a Faro Aeroporto sono situate nel P4, dove si trovano più di 25 compagnie locali e internazionali.